# Hans Nieuwenhuis
Jacob Hans Nieuwenhuis (Deventer, 5 oktober 1944 – Oegstgeest, 18 juni 2015) was een Nederlandse hoogleraar privaatrecht aan de Universiteit Leiden.
Op 21 februari 1979 promoveerde Nieuwenhuis met het proefschrift Drie beginselen van contractenrecht en op 3 december 1982 werd hij hoogleraar burgerlijk recht met de oratie Anders en eender. Beschouwingen over samenloop van wanprestatie en onrechtmatige daad aan de Leidse universiteit. Hij is aan diezelfde universiteit ook decaan geweest van de rechtenfaculteit.
Van 1992 tot 1996 was hij lid (raadsheer) van de Hoge Raad. Daarna was hij hoogleraar aan de Rijksuniversiteit Groningen.
Op 1 februari 2001 keerde hij terug naar de Universiteit Leiden als hoogleraar burgerlijk recht, waar hij voor het E.M. Meijers Instituut (genoemd naar Eduard Meijers) het onderzoek op het terrein van het burgerlijk recht ging coördineren. Hij was gespecialiseerd in contractenrecht, aansprakelijkheidsrecht en 'recht en literatuur'.
Nieuwenhuis is in 2009 met emeritaat gegaan. Hij overleed op 18 juni 2015 op 70-jarige leeftijd.